# Bridgeport (Nebraska)
Bridgeport é uma cidade localizada no estado americano de Nebraska, no Condado de Morrill.

## Demografia
Segundo o censo americano de 2000, a sua população era de 1594 habitantes. 
Em 2006, foi estimada uma população de 1494, um decréscimo de 100 (-6.3%).

## Geografia
De acordo com o United States Census Bureau, a localidade tem uma área de 2,5 km², sem área coberta por água. Bridgeport localiza-se a aproximadamente 1117 m acima do nível do mar.

## Localidades na vizinhança
O diagrama seguinte representa as localidades num raio de 36 km ao redor de Bridgeport. 